# Resolutie 873 Veiligheidsraad Verenigde Naties
Resolutie 873 van de Veiligheidsraad van de Verenigde Naties werd op 13 oktober 1993 unaniem aangenomen. De resolutie liet de de sancties tegen Haïti die in augustus waren opgeschort opnieuw in voege treden.

## Achtergrond
Na decennia onder dictatoriaal bewind won Jean-Bertrand Aristide in december 1990 de verkiezingen in Haïti. In september 1991 werd hij middels een staatsgreep weer verdreven. Nieuwe verkiezingen werden door de internationale gemeenschap afgeblokt waarna het land in de chaos verzonk. Na Amerikaanse bemiddeling werd Aristide in 1994 in functie hersteld.

## Inhoud
De Veiligheidsraad:
- herinnert aan de resoluties 841, 861, 862 en 867;
- is bezorgd omdat de komst van de UNMIH-missie gehinderd werd en het Haïtiaanse leger zijn verantwoordelijkheden om de missie toe te laten haar werk te beginnen niet heeft uitgevoerd;
- heeft het rapport van secretaris-generaal Boutros Boutros-Ghali dat meedeelde dat de militaire autoriteiten in Haïti, inclusief de politie, het (vredes)akkoord niet zijn nagekomen ontvangen;
- besluit dat dat een bedreiging is voor de vrede en veiligheid in de regio;
- handelt onder Hoofdstuk VII van het Handvest van de Verenigde Naties;

1. besluit om de schorsing van de maatregelen op te heffen vanaf 18 oktober om 23:59 uur EST, tenzij het akkoord volledig wordt uitgevoerd en de regering van Jean-Bertrand Aristide in ere wordt hersteld en UNMIH haar mandaat kan uitvoeren;
2. besluit ook dat bevroren fondsen mogen worden vrijgegeven op vraag van president Aristide op premier Robert Malval van Haïti;
3. besluit verder dat het comité (dat toezag op de sancties) uitzonderingen mag toestaan op de verboden op vraag van de president of premier van Haïti;
4. is klaar om bijkomende maatregelen te nemen als de partijen UNMIH blijven hinderen of als zij de VN-resoluties en het akkoord niet naleven;
5. besluit om actief op de hoogte te blijven.

## Verwante resoluties
- Resolutie 862 Veiligheidsraad Verenigde Naties
- Resolutie 867 Veiligheidsraad Verenigde Naties
- Resolutie 875 Veiligheidsraad Verenigde Naties
- Resolutie 905 Veiligheidsraad Verenigde Naties (1994)

Lijst ·  800 ·  801 ·  802 ·  803 ·  804 ·  805 ·  806 ·  807 ·  808 ·  809 ·  810 ·  811 ·  812 ·  813 ·  814 ·  815 ·  816 ·  817 ·  818 ·  819 ·  820 ·  821 ·  822 ·  823 ·  824 ·  825 ·  826 ·  827 ·  828 ·  829 ·  830 ·  831 ·  832 ·  833 ·  834 ·  835 ·  836 ·  837 ·  838 ·  839 ·  840 ·  841 ·  842 ·  843 ·  844 ·  845 ·  846 ·  847 ·  848 ·  849 ·  850 ·  851 ·  852 ·  853 ·  854 ·  855 ·  856 ·  857 ·  858 ·  859 ·  860 ·  861 ·  862 ·  863 ·  864 ·  865 ·  866 ·  867 ·  868 ·  869 ·  870 ·  871 ·  872 ·  873 ·  874 ·  875 ·  876 ·  877 ·  878 ·  879 ·  880 ·  881 ·  882 ·  883 ·  884 ·  885 ·  886 ·  887 ·  888 ·  889 ·  890 ·  891 ·  892